# Фильм, снятый одним кадром
Фильм, снятый одним кадром — это полнометражный фильм, снятый одним длинным кадром одной камерой или изготовленный так, чтобы создать такое впечатление.

## Известные примеры

### Реальная съемка «одним кадром»
| Год  | Наименование       | Продолжительность            | Режиссер            | Страна         | Примечания |
| ---- | ------------------ | ---------------------------- | ------------------- | -------------- | ---------- |
| 2000 | Таймкод            | 97 мин.                      | Майк Фиггис         | США            | [ 1 ]      |
| 2002 | Русский ковчег     | 96 мин.                      | Александр Сокуров   | Россия         | [ 2 ]      |
| 2007 | PVC-1              | 85 мин.                      | Спирос Статулопулос | Колумбия       | [ 3 ]      |
| 2021 | Точка кипения      | 94 мин.                      | Филип Барантини     | Великобритания | [ 4 ]      |
| 2025 | Переходный возраст | четыре эпизода по 51-65 мин. | Филип Барантини     | Великобритания | [ 5 ]      |

### Отредактировано, чтобы выглядеть как снятое «одним кадром»
| Год  | Наименование  | Продолжительность | Режиссер                     | Страна         | Примечания  |
| ---- | ------------- | ----------------- | ---------------------------- | -------------- | ----------- |
| 1948 | Верёвка       | 80 мин.           | Альфред Хичкок               | США            |             |
| 1964 | Эмпайр        | 485 мин.          | Энди Уорхол                  | США            | [ 6 ]       |
| 2002 | Необратимость | 92 мин.           | Гаспар Ноэ                   | Франция        | [ 7 ] [ 8 ] |
| 2010 | Немой дом     | 86 мин.           | Густаво Эрнандес             | Уругвай        | [ 9 ]       |
| 2011 | Тихий дом     | 87 мин.           | Крис Кентис, Лора Лау        | США            | [ 10 ]      |
| 2014 | Бёрдмен       | 119 мин.          | Алехандро Гонсалес Иньярриту | США            |             |
| 2019 | 1917          | 118 мин.          | Сэм Мендес                   | Великобритания | [ 11 ]      |